# Calystegia peirsonii
Calystegia peirsonii ist eine Pflanzenart aus der Gattung der Zaunwinden (Calystegia) aus der Familie der Windengewächse (Convolvulaceae). Die Art ist in Kalifornien endemisch verbreitet.

## Beschreibung
Calystegia peirsonii ist eine ausdauernde Pflanze, die ein Rhizom als Überdauerungsorgan bildet. Die Pflanze ist mehr oder weniger unbehaart und blaugrün überzogen. Die Äste sind niederliegend bis schwach kletternd und werden bis zu 40 cm lang. Die Blattspreite ist schmal dreieckig, gelappt und weniger als 2 cm lang. Die Lappen sind manchmal gleich lang der Blattspreite, am breitesten sind sie an der Spitze, sie sind meist auffällig zweispitzig, sie bilden einen gerundeten bis mehr oder weniger rechteckigen Bogen.
Die Blütenstandsstiele haben eine Länge von 2 bis 8 cm und sind meist kleiner als die sie begleitenden Laubblätter. Die Vorblätter sind 3 bis 7 mm lang, 2,5 bis 4 mm breit, elliptisch bis breit langgestreckt, ganzrandig, flach und stehen 0 bis 3 mm unterhalb des Kelches und überlappen diesen. Die Kelchblätter haben eine Länge von 9 bis 13 mm, die Krone ist weiß und 25 bis 40 mm lang.

## Verbreitung
Die Art ist nur aus dem Norden der kalifornischen San Gabriel Mountains und der gegenüberliegenden Mojave-Wüste bekannt. Sie wächst dort an felsigen Hängen in Höhenlagen zwischen 1000 und 1500 m.

## Taxonomie
Ein Synonym für Calystegia peirsonii (Abrams) Brummitt ist Convolvulus peirsonii Abrams.